# Шапиро (фамилия)
Шапи́ро (модификации — Шапира, Шапир, Сапир, Сапиро, Сапгир, Сепир, Шпер, Шапирштейн, Шафиров, Шапирас, Сапирстейн) — фамилия еврейского происхождения.

## Этимология
Этимология неясна. Наиболее распространённая — от города Шпайер в Германии. Такое толкование давали ей потомки раввинов Шапиро, жившие в Шпейере и покинувшие город в 1096 году после погромов во время Крестовых походов. Не все Шапиро происходят от этих раввинов. Многие приняли «престижную» фамилию во время переписей, которые проводили Российская и Австро-Венгерская империи в XVIII веке.
Другое значение — от арамейского слова שפירא — красивый, совершенный.
Ещё одна этимология — от слова Speyer, в средне-верхне-немецком означавшего камень сапфир, которое талмудическая традиция связывает с иудейским коленом Иссахар. Отсюда вероятная связь фамилии Шапиро и Шапирштейн (Сапирстейн).